# Göte Strandsjö
Göte Wilfred Daniel Strandsjö, född 12 oktober 1916 i Malmö, död 16 september 2001 i Skanör. Sångare och sångpedagog, professor vid Musikhögskolan i Malmö, författare och tonsättare.
Göte Strandsjö var gift med Ingegerd född Sjöbring som var en framstående pianist. Göte Strandsjö ligger begravd på kyrkogården vid Skanörs kyrka.

## Biografi

### Tidiga år
Som 15-åring blev Göte Strandsjö antagen som elev vid Malmö Musikkonservatorium sedan han som antagningsprov spelat en egen komposition. Sin första komposition gjorde han som 7-åring.
Som officiell solist debuterade han vid kyrkokonsert som ersättare för sin sånglärare Dag Westberg. 1935 gjorde han som 19-åring solistdebut i ett ännu större sammanhang – en stor elevkonsert. En debut som föranledde lovord av bl.a. Sydsvenskans Sten Broman. Senare studerade han sång och rytmikpedagogik för Anna Behle och sångpedagogen Adolf Fredrik Lindblad. Sång och sångpedagogik studerade han också för Knut Vikrot. Kontrapunkt, komposition, instrumentation, musikteori och stillära studerade han för Skånetonsättaren John Fernström och Svea Nordblad -Welander (organist i Burlöv och lärare på konservatorium). Han studerade även orgel för Svea Welander i Burlöv. Han avlade organist- och kantorsexamen i Lund 1938. Under denna tid komponerade han tre orkesterkompositioner som alla uppfördes av Malmö Konserhusstiftelses symfoniorkester.

### Musikkonservatoriet
Göte Strandsjö blev 1948 engagerad som sånglärare(pedagog) vid Musikkonservatoriet på rekommendation av sin gamle sånglärare Knut Vikrot. Strandsjö spelade en stor roll vid uppbyggnaden av konservatoriets verksamhet och kvalitet och satt under många år i konservatoriets och konservatoriestiftelsens styrelse och kom att bli en nestor i lärarkolligiet. När konservatoriet sedan blev Malmö Musikhögskola blev Göte Strandsjö föreståndare för den sångpedagogiska utbildningen och blev utnämnd av Regeringen till professor efter hörande av Kungl. Musikaliska Akademien. Vid Konservatoriet och senare Musikhögskolan var han bl.a. lärare i körsång och dirigering 1952–1958, talteknik/röstvård 1962–1967, sångmetodik, barnkörmetodik,skolsångsmetodik, orffmetodik och solosång 1959–1982. Från 1965 var han föreståndare för sångmetodikutbileningen och 1975 utnämndes han till professor.

### Filadelfiakyrkan
Göte Strandsjö var under många år organist och musikalisk ledare vid Filadelfiakyrkan i Malmö där ha också byggde han upp en välrenommerad blandad kör som bland andra den legendariske Sten Broman hämtade förstärkning från när han skulle uppföra större framträdanden med Konserthusstiftelsens kör. Göte Strandsjö var också initiativtagare till Konservatoriets senare Musikhögskolans kör och var dess förste dirigent.

## Arbete

### Verk
Bland Strandsjös större orkestrala verk kan bland annat nämnas en svit för saxofon och stråkorkester, för Erik Löfgren skrev kan en svit för oboe och stråkorkester som förutom uppförandet av Konserthusorkestern i Malmö också uppfördes i bl.a. Norrköping. En svit för gitarr och stråkorkester som skrevs för gitarrsolisten Ewert Allander. 
Strandsjö skrev inventioner och fugor, sonatiner. Han skrev också flera stora verk för kör och orkester bl.a. Så älskade Gud världen" som bl.a. uruppfördes i Linköpings Domkyrka. Sin första komposition gjorde han vid 8 års ålder och den följdes senare av en rik produktion av solosånger, strängmusiksånger, körsånger och av större orkestrala verk. Han har också komponerat ett stort antal sånger till texter av bland andra Nils Ferlin, Anders Frostenson, Bo Setterlind, Sven Lidman, Gabriel Jönsson, Pär Lagerkvist, Britt G Hallqvist, Kerstin Anér, Jan Arvid Hellström, Don Helder Camara och Inge Löfström. Han har också komponerat ett antal beställningsverk och även skrivit många texter till sina kompositioner men också texter till andras melodier. Han har bland annat skrivit texten En ton från himlen till melodin Amazing Grace. Denna text var ett beställningsverk för artisten Anna-Lena Löfgren. 1968 gav Göte Strandsjö ut en kursbok i klassiskt gitarrspel som senare kompletterades med efterföljande läraranvisningar och övningsstycken av Per Olof Johansson.
I sitt musikskapande har Göte Strandsjö hämtat inspiration från flera håll. En person som spelade en stor roll för Göte Strandsjö när det gällde att hitta en "sin egen ton i sina sånger" var vännen, musikdirektören och tonsättaren Karl-Erik Svedlund. I en del verk – speciellt de större men även i vissa sånger och visor – kan man ana influenser från Carl Nielsen. Liksom Nielsen hade också Göte Strandsjö en förankring i den nordiska folktonen – vilket är påtagligt i många av hans sånger och visor. Göte Strandsjö var också förtjust i engelsk och amerikansk musik och jazzen var på inget sätt honom främmande. Han har också ingående ägnat sig åt studier av kinesisk, afrikansk och judisk musik liksom romsk(zigenar)musik.
När det gäller den nyare, tids- och vardagsnära andliga visan tillhör Göte Strandsjö tillsammans med bl.a. prästen och visdiktaren Tore Littmark, de banbrytande och dominerande personligheterna i den genren. I det sammanhanget samarbetade han bland annat med vissångaren, teologiprofessorn och biskopen Jan-Arvid Hellström. Strandsjö hade omfattande kontakter med det kulturella Sverige och i hans vänkrets ingick bland andra författaren Tomas Tranströmer.
Göte Strandsjö finns representerad i bland annat Den svenska psalmboken 1986 inklusive Verbums psalmbokstillägg 2003 med en originaltext och dess tonsättning (nr 774) samt ytterligare en tonsättning (nr 684), därtill i flera andra psalmböcker, som till exempel Frälsningsarméns sångbok 1990 (FA), Psalmer och Sånger 1987 (P&S), Segertoner 1988. En stor del av hans produktion som omfattar ett par tusen kompositioner och arrangemang av olika format och stil finns utgivna på olika förlag. Cirka 600 av Göte Strandsjös verk är STIM-registrerade.
Omkring 164 grammofonskivor med Göte Strandsjö som medverkande eller med Göte Strandsjösånger/musik är utgivna i Sverige. Bland artister som framfört Strandsjömusik finns bland andra Erland Hagegård, Karin Mang Habashi, Östen Warnerbring, Bo Ohlgren, Christer Sjögren, Anna-Lena Löfgren, Artur Erikson, Göran Stenlund och Jan Sparring.

### Framträdanden i TV och Radio
Göte Strandsjö var också en välkänd radio- och TV-profil under många år. Han medverkade eller gjorde ett 90-tal radioprogram och ett 50-tal TV-program. Det mesta kända TV-programmet var Sång på gång med Göte Strandsjö och Bengt Roslund som programledare och med NU-kören som studiokör. Flera av dåtidens kulturpersonligheter; skådespelare, författare, sångare var gäster i dessa program som sändes i SVT 1978–1984. Göte Strandsjö var också verksam som musik-litteraturrecensent och krönikör i flera tidningar och han författade flera böcker.
Under många år hade Göte Strandsjö ett musikprogram i Sveriges Radio och en TV-profil blev han när han framträdde i massor av TV-program med sin kör NU-kören som bestod av unga musik- och sångstuderande. Med denna kör företog han flera turnéer i såväl Sverige som utomlands. Som sångsolist gav Göte Strandsjö sånggudstjänster och konserter över hela landet och när FN-chefen Dag Hammarskjölds stoft anlände till Malmö framträdde Göte Strandsjö som solist då han sjöng från Residensets balkong inför cirka 50 000 personer.

## Verk

### Sånger
- Gud vet vad jag heter (FA nr 545, Herren Lever 1977 nr 904) text och musik 1975
- Gud, du är här (P&S nr 439) 1974
- Jag var modfälld och trött (Segertoner nr 476)
- Jesus, min herde, har omsorg om mig (Segertoner nr 361)
- Min hjälp kommer från Herren (P&S nr 631, Herren Lever 1977 nr 907) text och musik 1967. 1986 års psalmbok har annan tonsättning
- Som när ett barn kommer hem om kvällen (FA nr 592) text och musik 1967

### Kompositioner
- Han kom från ett främmande land (Herren Lever 1977 nr 897) komponerad 1970
- Lova Herren, min själ (1986 nr 684) tonsatt 1968
- Är Guds kärlek såsom havet (P&S nr 367, Herren Lever 1977) komponerad 1960

## Utmärkelser
- Dewerthska kulturstiftelsens stipendium och diplom 1965
- Svenska statens konstnärsstipendium 1965
- Malmö Stads kulturstipendium 1969
- Personlig professur 1976
- Litteris et Artibus 1982
- Malmö Stads kulturstipendium 1985
- SKAP:s stipendium för förtjänstfulla insatser 1985